# Aleyrodes pyrolae
Aleyrodes pyrolae là một loài côn trùng cánh nửa trong họ Aleyrodidae, phân họ Aleyrodinae.
Aleyrodes pyrolae được Gillette & Baker miêu tả khoa học đầu tiên năm 1895.